# Dynamische Lichtstreuung

Prinzip der Dynamischen Lichtstreuung am Beispiel großer und kleiner Partikel

Bei der dynamischen Lichtstreuung (DLS), auch Photonenkorrelationsspektroskopie (PCS) oder quasielastische Lichtstreuung (QELS), handelt es sich um eine Analyse-Methode, bei der das Streulicht eines Lasers an einer gelösten bzw. suspendierten Probe ermittelt wird. Sie wird am häufigsten bei Polymeren und Biopolymeren wie zum Beispiel Proteinen angewandt, um den hydrodynamischen Radius {\displaystyle R_{\mathrm {h} }} der Moleküle zu bestimmen.

## Beschreibung
Wenn Licht auf kleine Partikel trifft, wird es in alle Richtungen gestreut (Rayleigh-Streuung). Dies trifft auch auf Makromoleküle in Lösung oder Suspension zu. Das Streulicht verschiedener Streuzentren wird danach miteinander interferieren. Wird Laser-Licht verwendet, das kohärent und monochromatisch ist, so führt diese Interferenz zu kleinen Fluktuationen in der Streuintensität, da sich die Abstände der Streuzentren zueinander durch die Brownsche Molekularbewegung ständig ändern. Werden diese Fluktuationen hinsichtlich der Zeitskala, auf der sie passieren, analysiert, wird damit eine Information über die Geschwindigkeit erhalten, mit der sich die Teilchen in Lösung bewegen. Daraus wiederum lässt sich ein Diffusionskoeffizient ermitteln, aus dem sich nach der Stokes-Einstein-Beziehung beispielsweise der hydrodynamische Radius berechnen lässt.

## Messapparatur
Traditionell wird für Lichtstreuexperimente ein Goniometer eingesetzt. Dabei befindet sich auf einem feststehenden Arm die Lasereinheit, und auf einem schwenkbaren Arm der Detektor, meist ein Sekundärelektronenvervielfacher (SEV) oder eine Avalanche-Photodiode (APD). In der Mitte der Anordnung befindet sich die Messzelle, um in jeder Winkelanordnung arbeiten zu können, meist eine zylindrische Quarzzelle. Bei modernen Geräten wird häufig die Möglichkeit, die Winkelabhängigkeit aufnehmen zu können, für eine kompakte Anordnung geopfert. Diese Geräte messen bei einem festen Winkel von z. B. 90°, können dadurch aber auch mit einfachen quaderförmigen Küvetten mit sehr kleinen Volumina eingesetzt werden. So reduziert sich das für eine Messung benötigte Volumen von teilweise mehr als 10 ml auf einige µl. Da große Partikel und Partikel, die nicht einigermaßen kugelförmig sind, anisotrop streuen, ist mit solch einem Aufbau eine genaue Analyse der Größe dieser Partikel nicht mehr möglich.

## Datenanalyse
Um die dynamischen Kenngrößen der Partikel zu ermitteln, wird eine Autokorrelation des Messsignals durchgeführt.
Die Autokorrelationsfunktion für eine diskrete Zeitreihe lässt sich folgendermaßen berechnen:
{\displaystyle R(k)={\frac {1}{(n-k)\cdot \sigma ^{2}}}\sum _{t=1}^{n-k}[X_{t}-\mu ][X_{t+k}-\mu ]}
wobei {\displaystyle \mu } der Mittelwert, {\displaystyle \sigma ^{2}} die Varianz, {\displaystyle X} die Signalintensität, {\displaystyle n} die Anzahl der Datenpunkte und {\displaystyle R} der Wert der Autokorrelation ist. {\displaystyle k} ist eine Zählvariable die den Abstand zwischen Start- und Endwert angibt. Aus der so ermittelten Kurve kann nun eine Exponentialfunktion angepasst werden. Die Abfallrate, die sich dabei bestimmen lässt, korreliert direkt mit dem Diffusionskoeffizienten. Bei bekannter Viskosität des Lösungsmittels kann man daraus über die Stokes-Einstein-Gleichung den hydrodynamischen Radius der gemessenen Partikel bestimmen. Mit diesen Angaben lässt sich indirekt die molare Masse ermitteln. Um nicht nur eine einzige Größe, sondern ganze Verteilungen zu bestimmen, werden z. B. Summen aus mehreren Exponentialfunktionen an die Autokorrelationsfunktion angepasst. Damit hierbei nicht auch das Rauschen mitinterpretiert wird, bedarf es ausgeklügelter Verfahren, um zuverlässige Ergebnisse zu erhalten.